# Haitian Divorce
Haitian Divorce ist ein Lied des Albums The Royal Scam, das 1976 von Steely Dan veröffentlicht wurde. Es wurde als dritte Single ausgekoppelt.

## Liedtext
Der Liedtext erzählt von einer verheirateten Frau, die alleine nach Haiti reist, um sich schnell von ihrem Mann scheiden zu lassen. Sie hat eine Affäre mit einem haitianischen Mann und schafft es nicht, die Scheidung zu beantragen, kehrt nach Amerika zurück und merkt dann, dass sie schwanger ist.
In den frühen 1970er Jahren machte es die haitianische Regierung für Ausländer sehr einfach, in ihr Land zu kommen und sich von ihren Ehepartner scheiden zu lassen – es mussten bei der Anhörung nicht beide Partner anwesend sein. Die Behörden von Haiti nutzten dies als Strategie, um mehr Touristen ins Land zu locken.